# Rue de la Lamperie
La rue de la Lamperie, est une ancienne rue qui était située dans l'ancien 6e arrondissement de Paris, dont l'emplacement n'est pas déterminé.

## Situation
La situation exacte de cette voie n'est pas connue.

## Odonymie
L'origine n'est pas indiquée.

## Histoire
Citée dans Le Dit des rues de Paris de Guillot de Paris, la rue de la Lamperie est indiquée comme allant de la rue de la Buffeterie à la rue de la Porte Saint-Merri.
Hercule Géraud indique que les emplacements de la rue de la Lamperie, de la rue aux Bouvetins et de la rue aux Chevrins lui sont inconnus. Il pense qu'elles ont été remplacées par des culs-de-sac, dont trois se trouvaient aux environs de l'église Saint-Merri : le cul-de-sac Saint-Fiacre, le cul-de-sac des Marivaux et l'impasse du Bœuf.
L'abbé Lebeuf suppose que cette dénomination s'appliquait au carrefour[pas clair] des Vieilles-Étuves situé rue de Marivaux[réf. nécessaire]. Béraud et Dufey affirment qu'on appelait ainsi une portion de la rue Saint-Martin, située entre la rue des Lombards et la rue Saint-Merri.
Jaillot assure qu'au XVe siècle, le cul-de-sac des Marivaux aboutissait encore dans la petite rue de Marivaux. Hercule Géraud pense que le cul-de-sac de Saint-Fiacre pourrait être la rue Dorée citée dans un rôle de 1292 et qui devait aboutir à la rue des Cinq-Diamants.